# Алибейкьой (Сярско)
Алибейкьой или Алибекьой е бивше село в Егейска Македония, на територията на дем Сяр, Гърция.

## География
Селото се намират на 1 километър югоизточно от град Сяр, по десния бряг на Серовица.

## История
През XIX век Алибейкьой  е малък крайградски чифлик. Според статистиката на Васил Кънчов („Македония. Етнография и статистика“) в 1900 година селото има 60 жители българи християни и 50 цигани.
В 1968 година местността е преименувана от Алибекюю (Άλιμπέ Κιουγιού) на Гифтика (Γύφτικα).